# Liutan (socken i Kina, Sichuan)
Liutan (kinesiska: 柳滩乡, 柳滩) är en socken i Kina. Den ligger i provinsen Sichuan, i den sydvästra delen av landet, omkring 230 kilometer öster om provinshuvudstaden Chengdu. Antalet invånare är 11 021. Befolkningen består av 5 203 kvinnor och 5 818 män. Barn under 15 år utgör 18,0 %, vuxna 15-64 år 69 %, och äldre över 65 år 12,0 %.
Genomsnittlig årsnederbörd är 1 469 millimeter. Den regnigaste månaden är september, med i genomsnitt 284 mm nederbörd, och den torraste är december, med 11 mm nederbörd.